# Ernesto Castro Aldana
Ernesto Alfredo Castro Aldana es un político salvadoreño. Es el actual presidente de la Asamblea Legislativa de El Salvador desde el 1 de mayo de 2021. Anteriormente se desempeñó como Secretario Privado de la Presidencia desde el 1 de junio de 2019 hasta el 30 de abril de 2021

## Biografía
Ernesto Castro es licenciado en Administración de Empresas y Estudios de Mercadotecnia. Antes de incursionar en la política, trabajó como consultor externo para diversas empresas e instituciones, desempeñándose como director general de Grupo Tres y Punto. En 2006, Castro, junto con Nayib Bukele, Karim Bukele y Andrés García, fundó 503, S.A. de C.V., una empresa dedicada a la gestión de restaurantes. Esta empresa marcó el inicio de su vínculo cercano con Bukele, el cual desempeñaría un papel clave en su carrera política.

## Carrera política
Castro inició su carrera política en 2012, en el partido Frente Farabundo Martí para la Liberación Nacional, FMLN, cuando fue designado como secretario y asesor privado del entonces alcalde de Nuevo Cuscatlán, Nayib Bukele. Posteriormente, entre 2015 y 2018, continuó en este rol durante el período de Bukele como alcalde de San Salvador. El 1 de junio de 2019, Castro asumió el cargo de Secretario Privado del presidente Bukele, lo que consolidó aún más su cercanía con el mandatario.
En las elecciones legislativas de 2021, Castro fue elegido diputado por el departamento de San Salvador. En el mismo año, fue designado presidente de la Asamblea Legislativa el 1 de mayo, con el respaldo de 64 de los 84 diputados..

### Presidente de la Asamblea Legislativa

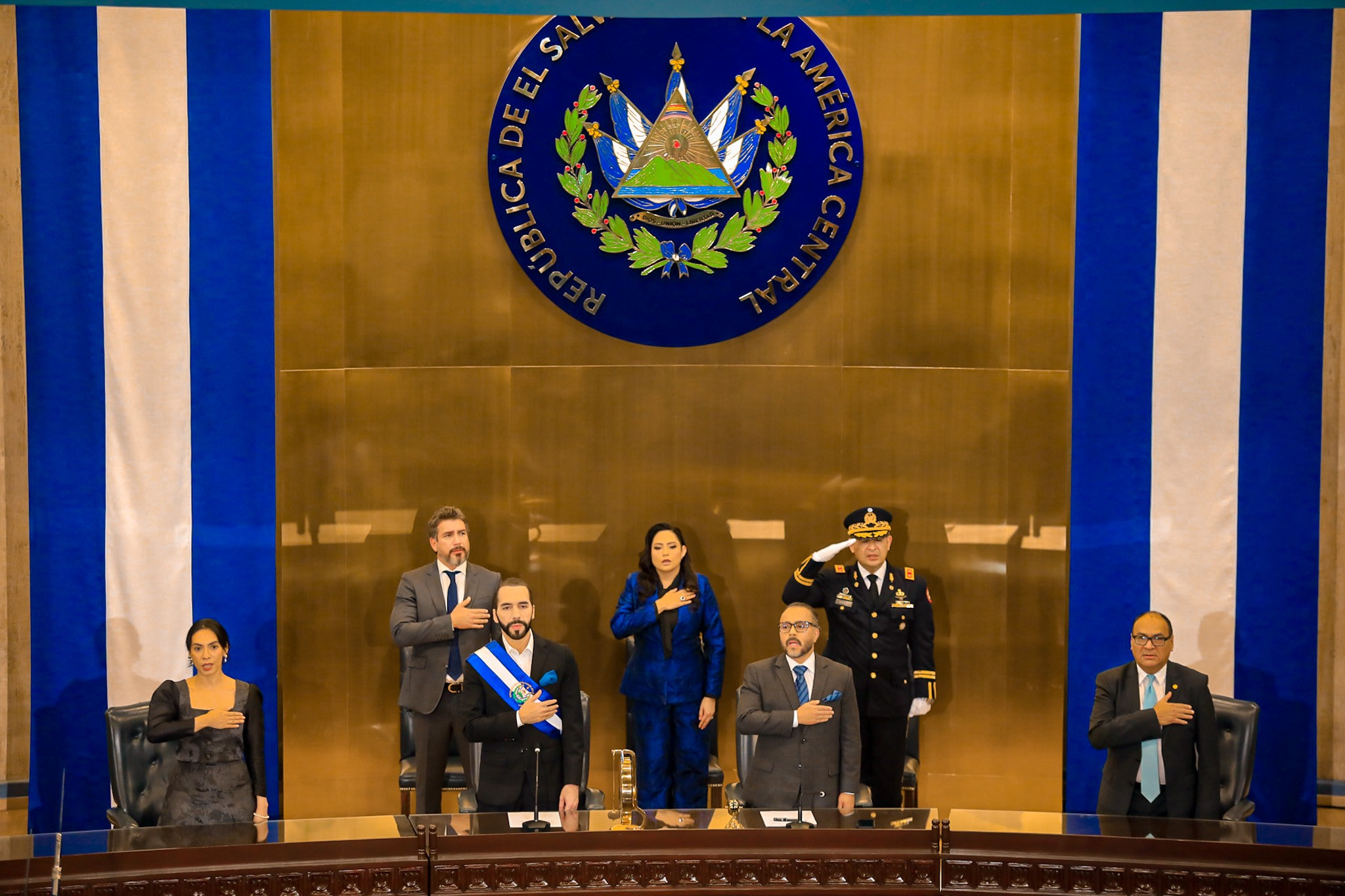
Bukele, Castro y López

Como presidente de la Asamblea, Castro ha encabezado varias reformas. En marzo de 2022, fue nombrado presidente pro tempore del Foro de Presidentes de los Poderes Legislativos de Centroamérica, la Cuenca del Caribe y México (FOPREL), cargo que ocupó hasta marzo de 2023, sucediendo al mexicano Sergio Gutiérrez. Durante su gestión, también destacó su apoyo a la propuesta de reducir el número de municipios de El Salvador, un plan que fue confirmado por él en febrero de 2023 y que finalmente resultó en la reducción de los municipios de 262 a 44 y los escaños de la Asamblea Legislativa de 84 a 60 en junio de 2023. Esta medida fue vista por algunos como una estrategia para consolidar el poder del partido Nuevas Ideas y reducir la representación política de los partidos opositores.

El 20 de febrero de 2023, Castro anunció su intención de postularse nuevamente para las elecciones legislativas de 2024, reafirmando que la mayoría de los diputados de Nuevas Ideas también buscarían la reelección. En julio de 2023, obtuvo una de las 16 nominaciones de Nuevas Ideas para los escaños legislativos de San Salvador. A pesar de las críticas de la oposición, que calificaron estas proyecciones como "antidemocráticas", Castro aseguró que su partido aspiraba a ganar todos los escaños de la Asamblea Legislativa y los 44 municipios, consolidando así su visión de un poder legislativo fuerte y centralizado.

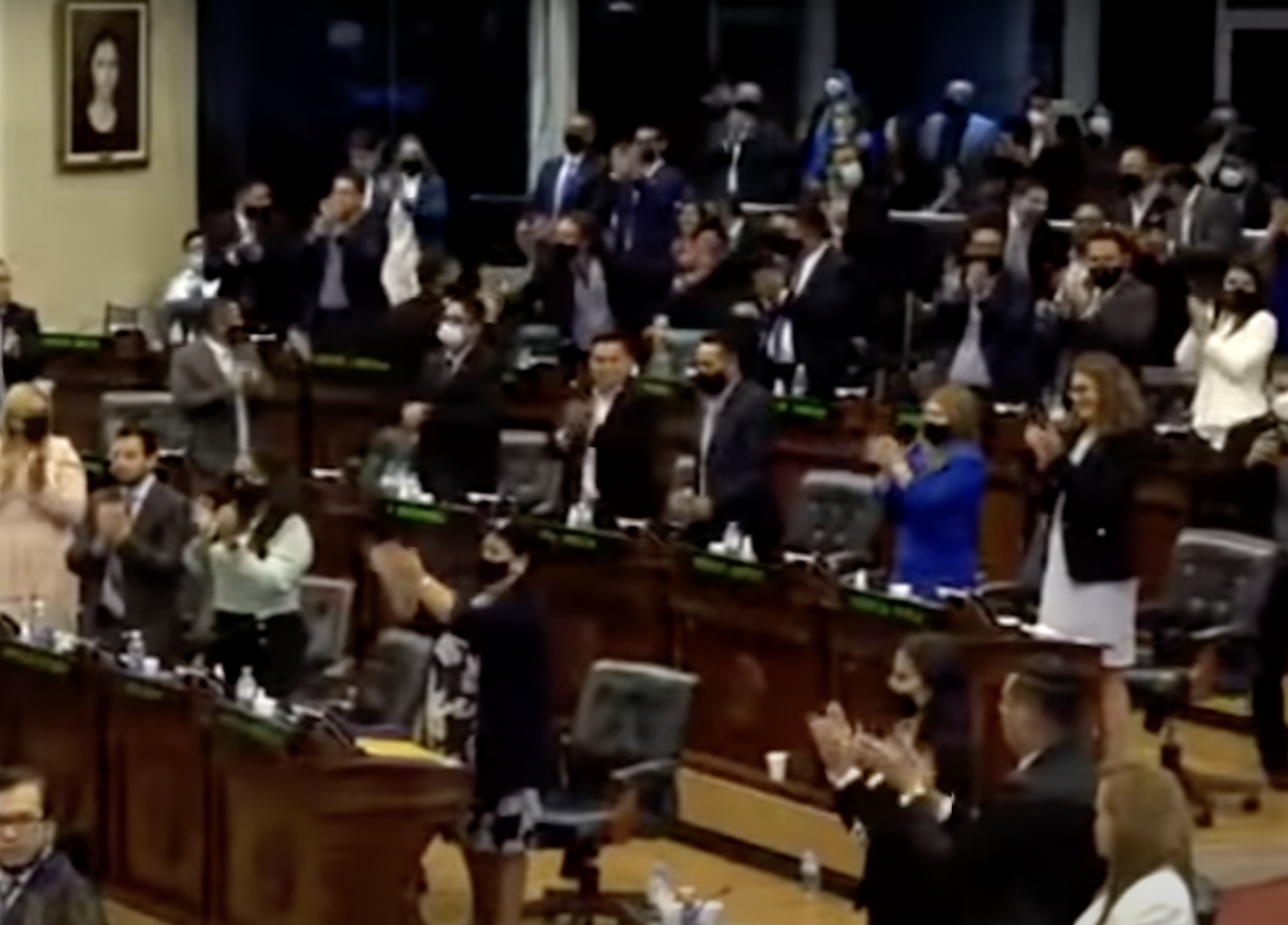
Asamblea Legislativa destituye a magistrados de la Corte Suprema

## Posiciones políticas
Castro ha expresado su firme oposición a la legalización del aborto en El Salvador. En marzo de 2023, a través de su cuenta de Twitter, afirmó categóricamente que "no existe ni la más mínima posibilidad" de que la Asamblea Legislativa, bajo el liderazgo de Nuevas Ideas, apruebe una iniciativa a favor de la legalización del aborto.

## Historial electoral
|  | 15.93 % |

|  | 35.73 % |

## Vida privada
Castro está casado con Michelle Sol, Ministra de Vivienda y Desarrollo Urbano de El Salvador.